# وحشت شیطانی (فیلم)
وحشت شیطانی (به انگلیسی: Satanic Panic) فیلمی محصول سال ۲۰۱۹ و به کارگردانی چلسی استارداست است. در این فیلم بازیگرانی همچون هیلی گریفیت، روبی موداین، آردن میرین، ای.جی بوون، جف دانیل فیلیپس، هانا استوکینگ، جری اوکانل و ربکا رومین ایفای نقش کرده‌اند.